# The Seven Sisters
The Seven Sisters er en amerikansk stumfilm fra 1915 af Sidney Olcott.

## Medvirkende
- Madge Evans som Clara.
- Dorothea Camden som Liza.
- Georgia Fursman som Perka
- Marguerite Clark som Mici.
- Jean Stewart som Ella.